# Witzmannsberg

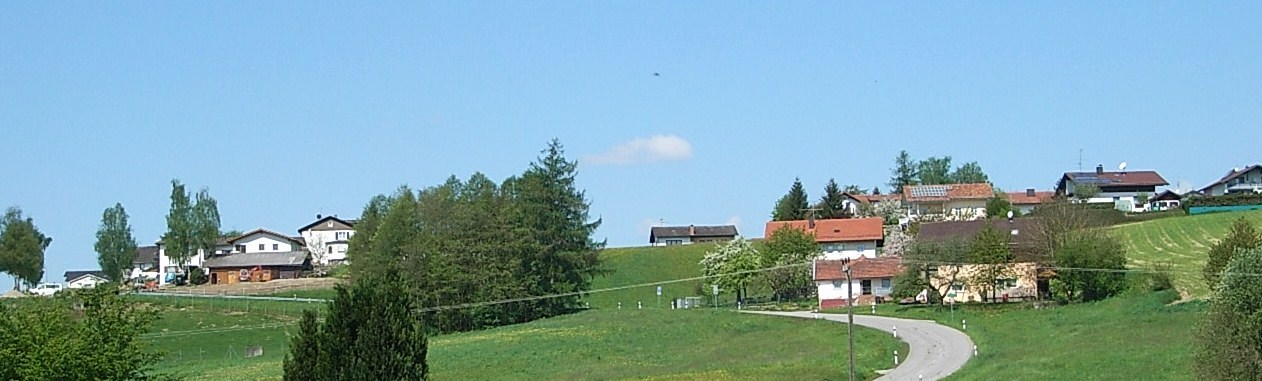
Blick nach Witzmannsberg von Enzersdorf aus

Witzmannsberg ist eine Gemeinde im niederbayerischen Landkreis Passau und Mitglied der Verwaltungsgemeinschaft Tittling.

## Geografie

### Geografische Lage
Die Gemeinde liegt in der Region Donau-Wald im Bayerischen Wald an der nordöstlichen Landkreisgrenze zu Freyung-Grafenau westlich oberhalb der Ilz. Die Gemeinde liegt östlich der B 85 und der Staatsstraße 2622. Nach Passau oder nach Grafenau in der Gegenrichtung sind es jeweils 22 km, nach Vilshofen an der Donau 26 km und nach Waldkirchen 24 km.

### Gemeindegliederung
Es gibt 29 Gemeindeteile (in Klammern ist der Siedlungstyp angegeben):
- Adlhof (Einöde)
- Adlmühle (Weiler)
- Allmunzen (Dorf)
- Asenbaum (Dorf)
- Edhof (Einöde)
- Enzersdorf (Kirchdorf)
- Eppendorf (Weiler)
- Farnham (Weiler)
- Gatzerreut (Dorf)
- Grubhof (Einöde)
- Hof (Weiler)
- Ilzrettenbach (Dorf)
- Kafering (Weiler)
- Kriestorf (Dorf)
- Leithen (Einöde)
- Lueg (Weiler)
- Niederham (Weiler)
- Obermühlbachmühle (Einöde)
- Pfefferhof (Einöde)
- Pötzersdorf (Einöde)
- Rappenhof (Dorf)
- Schneidermühle (Einöde)
- Spitzendorf (Dorf)
- Trasfelden (Dorf)
- Untermühlbachmühle (Einöde)
- Waltendorf (Dorf)
- Witzingerreut (Dorf)
- Witzmannsberg (Dorf)
- Wolfersdorf (Weiler)

Es gibt nur die Gemarkung Witzmannsberg.

## Geschichte
1310 ist Witzmannsberg als Adelssitz Wismansperig nachgewiesen. Die Besitzer des Landsitzes wechselten häufig. In der Landkarte des Philipp Apian von 1568 ist es als Witzmansperg eingetragen. Es liegt der bajuwarische Personenname Wiziman oder Wismar (aus althochdeutsch wisan ‚führen, leiten‘) zugrunde.
Durch Heirat kamen 1688 die Trauner in den Besitz von Witzmannsberg. Diese errichteten hier ein Schloss mit einer Schlosskapelle. Seit 1762 gehörte es den Grafen von Taufkirchen. Der Ort war Teil des Kurfürstentums Bayern und bildete eine geschlossene Hofmark, deren Sitz Witzmannsberg war. Im Gemeindegebiet gab es auch noch die Edelsitze Enzersdorf und Waltendorf. Das Schlösschen wurde 1742 durch den Panduren-Oberst Franz von der Trenck niedergebrannt und später abgetragen. Die heutige politische Gemeinde entstand 1818 durch das königliche Gemeindeedikt von 1818.

### Einwohnerentwicklung
Im Zeitraum 1988 bis 2018 wuchs die Gemeinde von 1405 auf 1502 um 97 Einwohner bzw. um 6,9 %.
- 1970: 1365 Einwohner
- 1987: 1402 Einwohner
- 2000: 1732 Einwohner
- 2005: 1751 Einwohner
- 2010: 1727 Einwohner
- 2015: 1468 Einwohner

## Politik

### Gemeinderat
Der Gemeinderat besteht aus dem Ersten Bürgermeister und den Gemeinderäten. Auf Basis der Ergebnisse der Gemeinderatswahl vom 15. März 2020 ist die Sitzverteilung des Gremiums seit 1. Mai 2020 wie folgt:
- CSU: 5 Sitze (43,3 % der Stimmen)
- ÜW: 4 Sitze (31,3 % der Stimmen)
- Freie Wählergemeinschaft: 3 Sitze (25,4 % der Stimmen)

### Bürgermeister
Erster Bürgermeister ist Josef Schuh (CSU), der bei der Kommunalwahl 2008 im ersten Wahlgang mit 67,78 % der gültigen Stimmen gewählt und am 16. März 2014 im Amt bestätigt wurde.
Am 15. März 2020 wurde er mit 61,4 % der Stimmen für eine dritte Amtszeit gewählt.

### Finanzen
2017 betrugen die Gemeindesteuereinnahmen 1.093.000 €, davon betrugen die Gewerbesteuereinnahmen (netto) 348.000 € und der Gemeindeanteil an der Einkommensteuer 619.000 €. Die Verschuldung pro Einwohner betrug 61 €.

### Wappen

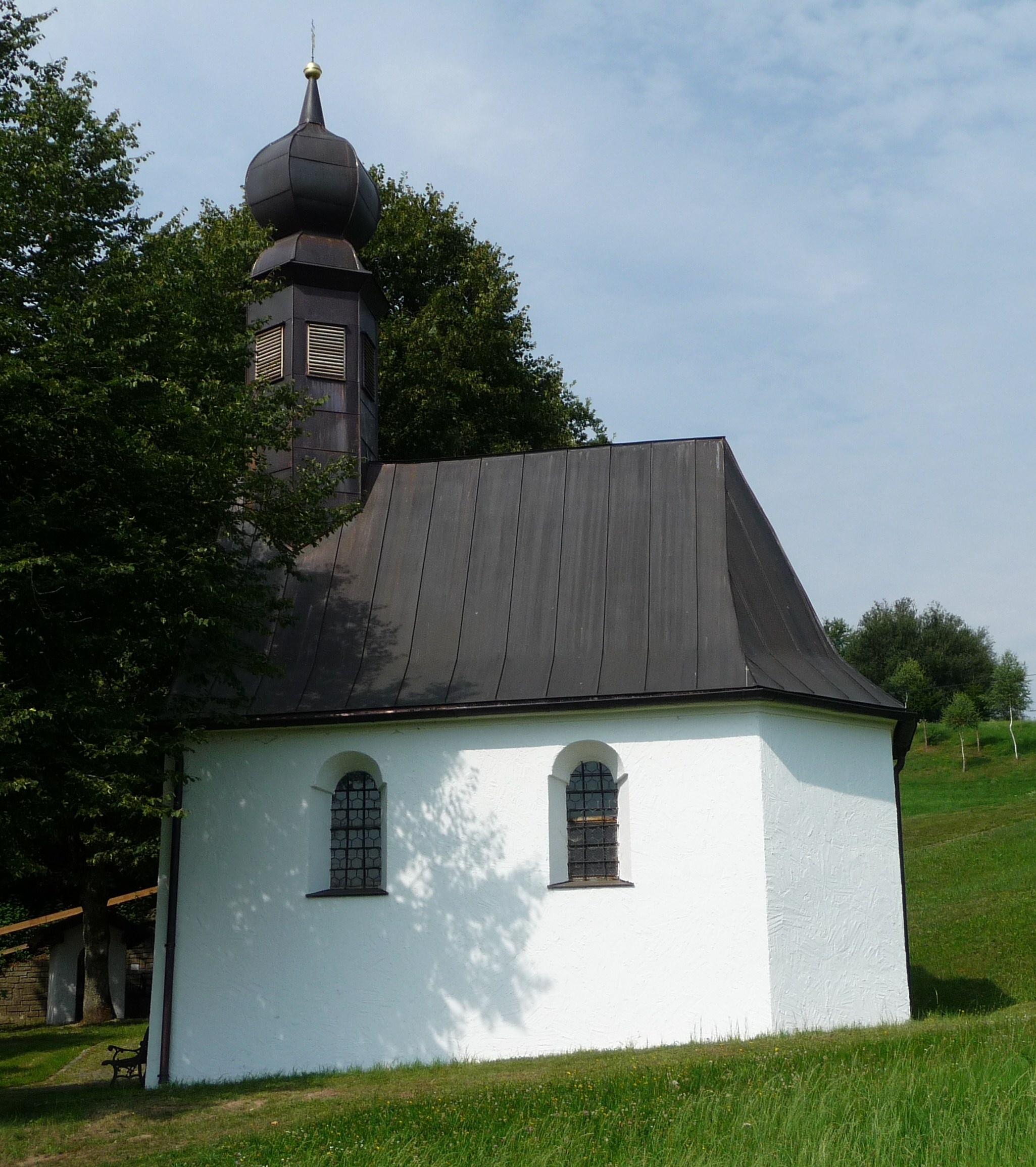
Die Wallfahrtskapelle Maria Bründl in Witzmannsberg

| Wappen von Witzmannsberg | Blasonierung: „Gespalten von Schwarz und Gold; vorne ein gestürzter und ein aufrechter silberner Sparren, hinten ein schwarzer Ziegenbock.“ |
| Wappen von Witzmannsberg | Wappenführung seit 1971 |

### ILE Passauer Oberland
Seit 2010 existiert die ILE (Integrierte Ländliche Entwicklung) Passauer Oberland. Witzmannsberg ist eine von elf Mitgliedsgemeinden.

## Bau- und Bodendenkmäler
- Im Jahr 1704 ließ Ignatius Freiherr von Traun, Besitzer der Hofmark Witzmannsberg, in einer Talmulde eine Kapelle errichten. Wegen eines Brunnenhauses nebenan wird sie als Bründl-Kapelle bezeichnet. Der Legende nach wurde hier die kranke Tochter eines Grafen durch das Wasser einer über Nacht entsprungenen Quelle geheilt. Als es darauf an Maria Schnee mitten im August schneite und nur eine einzige Stelle auf der Danglwiese schneefrei blieb, wurde das als Zeichen gewertet, hier eine Kapelle zu erbauen. Die von einem Zwiebelturm bekrönte Kapelle Maria, Heil der Kranken hat einen Rokokoaltar aus dem Jahr 1765 mit einer Kopie des Gnadenbildes aus der Kirche Santa Maria Maggiore in Rom. Sie wurde 1976 umfassend renoviert.
- Schloss Witzmannsberg

## Wirtschaft und Infrastruktur

### Wirtschaft einschließlich Land- und Forstwirtschaft
2017 gab es in der Gemeinde 194 sozialversicherungspflichtige Arbeitsplätze. Von der Wohnbevölkerung standen 600 Personen in einem versicherungspflichtigen Beschäftigungsverhältnis. Damit war die Zahl der Auspendler um 406 Personen größer als die der Einpendler. 22 Einwohner waren arbeitslos. 2016 gab es 32 landwirtschaftliche Betriebe; von der Gemeindefläche waren 1215 Hektar landwirtschaftlich genutzt.

### Bildung
Es gibt folgende Einrichtungen:
- eine Kindertageseinrichtung mit 49 Plätzen, die voll belegt ist (Stand 1. März 2018) und
- die Grundschule Witzmannsberg mit vier Lehrkräften und 47 Schülern[8]